# Bounce (muzyka)
Bounce – podgatunek hip-hopu, powstał na południu Stanów Zjednoczonych na początku lat 90. XX w. 
Strukturą bounce zbliżony jest do pierwszych nagrań hip-hopowych z lat 70. XX w., utożsamianych z osobą DJ-a Kool Herca, amerykańskiego emigranta z Karaibów. Muzyk wypracował prostą formę hip-hopu, w którym beat stanowił tło dla MC, którego rap, czy też skandowanie miało na celu zachęcić publiczność do tańca. Słowa oparte na zasadzie "call and response", często zawierały odniesienia geograficzne, sposób mogący budzić skojarzenia w Polsce ze skandowaniem nazw miejscowości w trakcie zabawy. Bounce rozprzestrzeniał się w niewielkich klubach i salach koncertowych na uboczu przemysłu muzycznego przy wsparciu lokalnych społeczności. 
Muzyka bounce oparta jest na ubogim, powtarzalnym samplowaniu, wyraźnej linii melodycznej oraz szybkim tempie. W swej korzennej formie rapowano pod beat "Triggerman" na podstawie sampli z piosenek "Drag Rap" Showboys, "Brown Beat" Camerona Paula oraz "Rock The Beat" Dereka B.
W swej oryginalnej formie bounce nigdy nie zyskał szerszej popularności pozostając zjawiskiem lokalnym typowym dla Nowego Orleanu. Pewne zainteresowanie gatunek zyskał za sprawą wytwórni muzycznych Cash Money Records i No Limit Records, których nagrania z nurtu gangsta rapu zawierały wpływy bounce'u.
Na początku XXI w. w Polsce wraz ze wzrostem popularności hip-hopu zaistniała spolszczona nazwa gatunku "bauns". W tejże stylistyce tworzyli m.in. Tede, Borixon i Onar.